# 俄羅斯烤肉
俄羅斯烤肉又称俄罗斯大串（俄语：Шашлык）是一種主要流行在俄羅斯和烏克蘭等前蘇聯國家的烤肉吃法，类似于中东烤肉。这道菜早期在高加索和中亚地区有其他名称，19世纪起以名称shashlik盛行于俄罗斯帝国和后来的苏联与俄罗斯联邦。

## 词源和历史
shashlik（或 shashlick）源于突厥语族，经由俄语shashlyk传入英文。在突厥族语言中，shish 一词意为“串肉扦”，shishlik 则直译为“可以串在串肉扦上的（东西）”。这个词由札波羅結哥薩克人由克里米亞韃靼語：（“烤肉扦”）生造，于18世纪传入俄语，从此便传播到英语及其他欧洲语言。 在那之前，串在串肉扦上烹调的肉类俄语名称为 verchenoye，衍生自 vertel，“烤肉扦”。直到19世纪后期之前俄罗斯烤肉都没有传到莫斯科。自此，它便广受欢迎：到1910年代，它在圣彼得堡的饭店中已成为主要菜品；而到1920年代，它已在全俄罗斯的市区成为常见的街头小吃。

## 制作

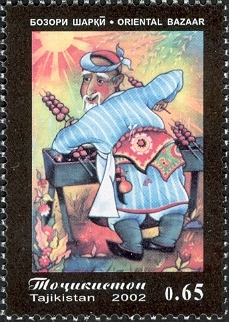
塔吉克斯坦“东方巴扎”邮票，图案是一位正在烤架上烤俄罗斯烤肉的老人

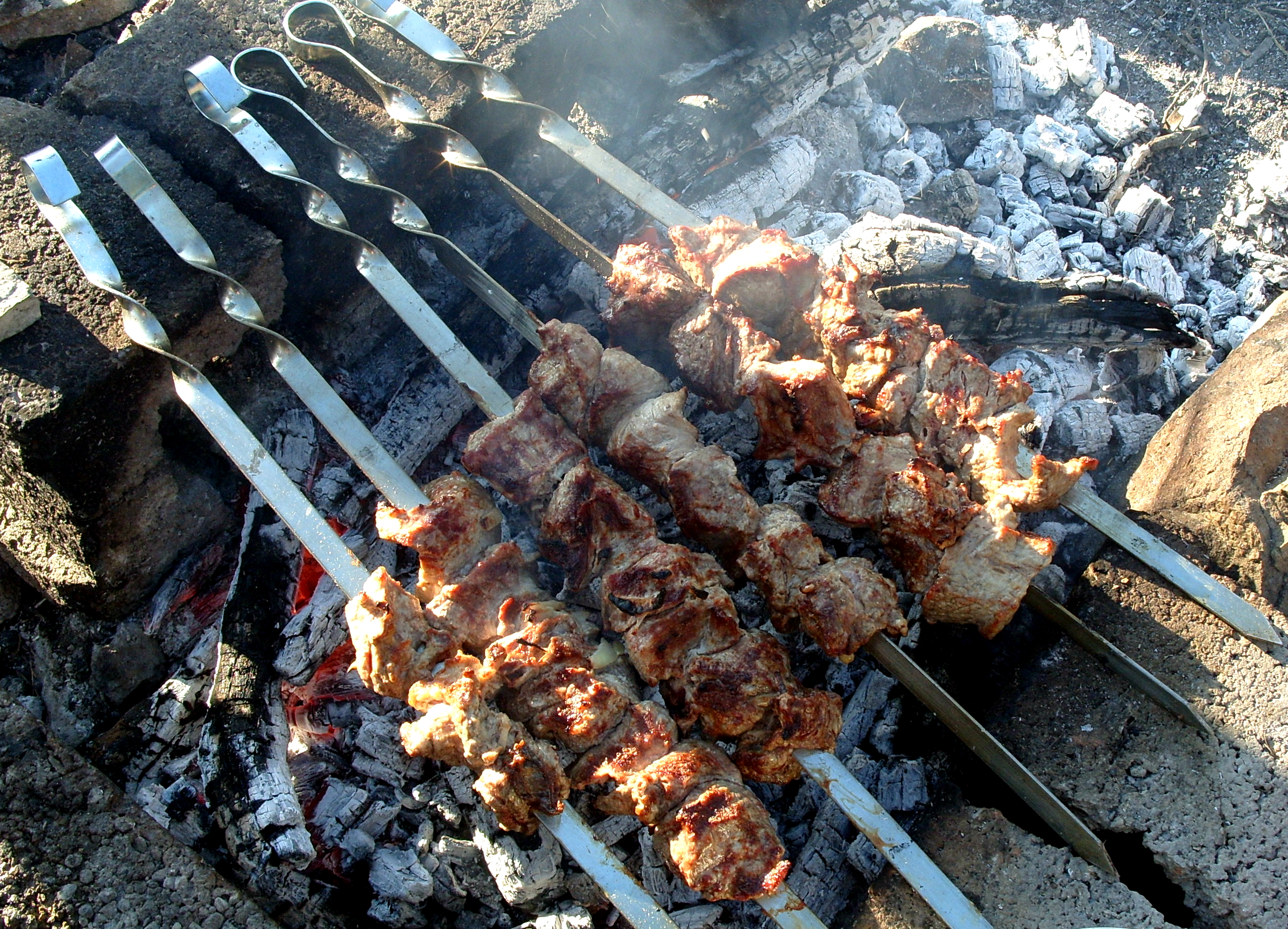
亚美尼亚的俄罗斯烤肉

最早的俄罗斯烤肉由羊肉制成，但直到现在基于当地习惯或宗教规定，也可由猪肉、牛肉或鹿肉制成。扦子上可能只有肉，还可能瘦肉、肥肉、蔬菜相间，如菜椒、洋葱、蘑菇、番茄。在伊朗菜肴中，俄罗斯烤肉所用的肉（相对于其他形式的中东烤肉）通常是很大的块，而其他地方多用中等大小的肉粒。肉类在烤制之前需要在较高酸度的酱汁中腌制一夜，如添加洋葱、香料的醋、干葡萄酒或酸味水果/蔬菜汁。
虽然如今俄罗斯烤肉在饭店的菜单上并不罕见，但它在很多区域更经常由街边摊贩在装有木头、木炭或煤炭的烤架上以快餐形式出售。这种烤肉也在露天集会上制作，类似于英语国家的烧烤。